# Cersei Lannister
Cersei Lannister és un personatge fictici de la saga Cançó de Gel i de Foc de George R. R. Martin. És representada com la intrigant i ambiciosa esposa del rei Robert Baratheon i reina consort dels Set Regnes. És un dels personatges principals de la saga i compta amb capítols propis al quart llibre, Festí de Corbs. Pels seus actes i actitud és considerada una de les principals antagonistes de la sèrie.
En l'adaptació televisiva de HBO, el personatge de Cersei és interpretat per l'actriu Lena Headey.

## Concepció i disseny

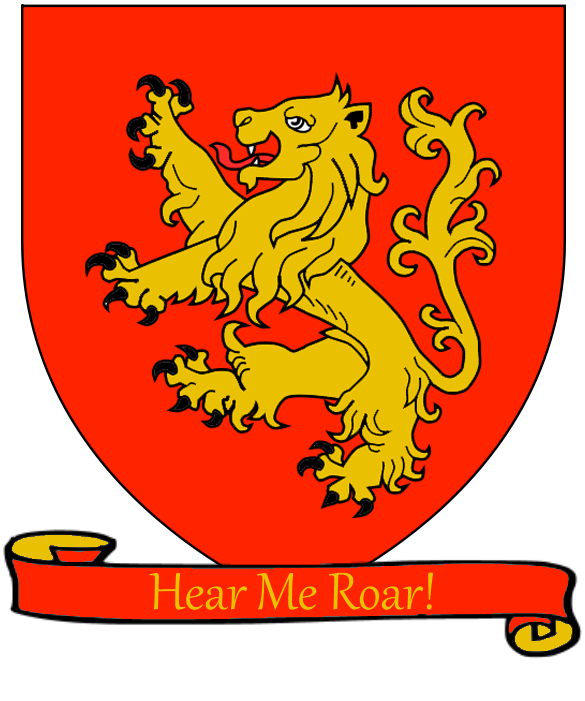
Emblema de la Casa Lannister i el seu lema "Hear me Roar" (Escolta el meu rugit).

Cersei és representada com una dona de caràcter narcisista i ambiciós, no s'atura davant de res per complir els seus objectius i ella mateixa admet no estimar a cap persona que no sigui ella, els seus fills o el seu germà, ja que creu que l'amor fa les persones més febles.
Ja des de la seva joventut, Cersei admirava al seu pare i els seus dots de comandament, i desitjava provar que era tan bona governant com el seu progenitor, però quan ho aconsegueix no és capaç de manejar-ho, ja que no posseeix la dedicació i prudència suficients per a la política i evitar enfrontar-se a situacions delicades, i va preferir rodejar-se de lleials i aduladors. Tampoc és capaç de tolerar les opinions dissidents i confon el desacord amb la rebel·lia.
Per una banda, menysprea la societat masclista que és Ponent, perquè no la permet assolir el poder que per dret mereix, però per l'altra, la seva misogínia interioritzada fa que menyspreï al gènere femení, no és pas un personatge feminista. Creu que les dones són frívoles i dèbils, tot i això, ella és l'excepció, i creu que les seves úniques armes per arribar a aconseguir tot el que es proposa són plorar i seduir els homes.
L'actriu Lena Headey que interpreta el personatge de Cersei en l'adaptació televisiva de les novel·les, Game of Thrones, descriu així el personatge: «Està políticament molt mentalitzada, és paranoica i treballa durament per assolir els seus objectius. Anhela el poder, no importa el preu que sigui ni a qui afecti. Estima el seu germà, però sempre que li proporcioni suport i afecte… jo no ho qualificaria com a amor».

## Història

### Primers anys
Cersei va ser la primera filla de Lord Tywin Lannister, Senyor de Roca Casterly i Guardià de l'Occident, a més de Mà del Rei de Aerys II Targaryen. Cersei és la bessona d'en Jaime el qual va néixer aferrar al seu peu. D'ençà que eren nens, ambdós van ser molt propers i inseparables i junts van començar a explorar la seva sexualitat, inclús la seva mare Joanna va separar les seves estances quan els va descobrir en actituds obscenes. Jaime i Cersei eren tan idèntics que ni el seu pare podia distingir-los, inclús a vegades intercanviaven la roba i passaven un dia en la vida de l'altre. Però quan es van anar fent grans Cersei va observar com Jaime rebia espases i era ensinistrat per a la guerra, al mateix temps que ella era obligada a aprendre les arts del cent, brodat i altres, sense entendre perquè sent iguals eren tractats de forma tan diferent.
Sent encara una nena, la seva mare va morir en el part del seu germà Tyrion, resultant ser que Tyrion era un nan deforme. Cersei sempre va guardar un gran menyspreu pel seu germà Tyrion, no solament per la seva actitud hedonista i per provocar la mort de la seva mare en el part, sinó també per una profecia que va afirmar que el seu germà menor l'escanyaria.
Un fet transcendental es va produir durant la seva infantesa. Cersei va acudir en companyia de dues amigues a visitar a una maegi (bruixota) que s'afirmava que tenia la capacitat de veure el futur. Una d'elles va fugir abans d'arribar, però Cersei i la seva altra amiga, Melara Hetherspoon, van entrar dins del tenderete de la bruixa. Aquesta li va vaticinar a Cersei el seu compromís frustrat amb el príncep Rhaegar Targaryen, que seria reina en el seu futur i que tindria tres fills (encara que no amb el mateix rei), però també li va dir que moriria escanyada pel seu valonqar (germà menor). L'última a preguntar va ser la mateixa Melara, l'amiga de Cersei, que li va preguntar si ella es casaria algun dia amb Jaime, però la bruixa va afirmar que no i que ella moriria aquesta mateixa nit; Melara va ser trobada morta en un pou poc després.
Sent adolescent, el seu pare Tywin va voler comprometre-la amb el príncep Rhaegar Targaryen, del qual ella estava enamorada, però el matrimoni no es va dur a terme a causa de la negativa del rei Aerys. Després que Robert Baratheon es convertís en rei, Cersei es va casar amb ell per ordre del seu pare. Al principi, Cersei estava entusiasmada per casar-se amb l'aguerrit i aposto Robert que era el desig de qualsevol donzella, però Cersei aviat es va adonar que Robert estimava a una altra dona, Lyanna Stark, la qual ja havia mort. En la seva nit de noces, un borratxo Robert va cridar a Cersei «Lyanna», això va fer que Robert es guanyés l'etern rancor i menyspreu de Cersei. Tots dos tindrien tres fills: Joffrey, Myrcella i Tommen, que en realitat eren fruit de Jaime, encara que això va romandre desconegut per a tots, inclòs el rei.
La Mà del Rei de Robert, Jon Arryn, va descobrir la bastardia dels fills de Robert i Cersei, però va caure malalt abans de poder dir-li-ho al rei. Cersei li va ordenar al Gran Maestre Pycelle que deixés morir a Lord Arryn per evitar que divulgués el secret.

### Joc de Trons
Al començament de la saga, Cersei acompanya al rei Robert rumb a Ivernalia després de la mort de Jon Arryn, l'anterior Mà del Rei. Cersei i Jaime són descoberts tenint relacions sexuals per Bran Stark, el fill de Lord Eddard Stark, la qual cosa causa que Jaime ho empenyi de la torre on estaven. De retorn a Desembarcament del Rei, el príncep Joffrey té un altercat amb Arya Stark en el qual acaba ferit, això fa que una rencorosa Cersei ordeni la mort de la lloba huarg de Sansa Stark, la nova promesa de Joffrey.
A la capital, quan el seu germà Tyrion és arrestat i Jaime fuig després d'atacar a Eddard Stark, Robert copeja a Cersei quan aquesta li ordena arrestar a Ned i li insulta per la seva falta de decisió. Ned Stark havia estat investigant sobre la mort de Jon Arryn i acaba descobrint la il·legitimitat dels fills de Robert i Cersei. Ned confronta a Cersei i li suggereix fugir de la ciutat per escapar de la ira de Robert. Cersei va respondre arreglant la mort de Robert i ascendint Joffrey al tron. Es descobreix que Cersei ha subornat a Petyr Baelish i a Janos Slynt, Comandant dels Capes Daurades, els quals traeixen i arresten a Ned Stark. Malgrat els consells de la seva mare, Joffrey decideix executar absurdament a Lord Stark, desencadenant la Guerra dels Cinc Reis.

### Xoc de Reis
Cersei governa com a reina regent en Desembarcament del Rei, però aviat s'adona que el seu fill és incontrolable i el seu desastrós govern està sumint en el caos als Set Regnes. Per resoldre la situació, Tywin és nomenat Mà del Rei i Jaime com Lord Comandant de la Guàrdia Real, Tywin envia llavors al seu fill Tyrion a actuar com a Mà del Rei en funcions i ficar en sendera a Cersei i al rei-nen. Es produirà llavors entre Cersei i Tyrion una autèntica lluita de poder. En aquest temps, Cersei comença a mantenir relacions íntimes amb el seu primer Lancel i amb els germans Kettleblack, els quals utilitza de guardaespatlles encara que en realitat estiguin a sou de Lord Petyr Baelish.
Tyrion, per guanyar-se el favor de la Casa Martell, pacta el matrimoni entre la princesa Myrcella amb Trystane Martell, la qual cosa causa la fúria de Cersei. La situació entre Tyrion i Cersei es torna límit quan Tyrion posa sota la seva custòdia al príncep Tommen, i en represàlia, Cersei captura a Alayaya, una prostituta que creia que era l'amant del seu germà, i que utilitza com a ostatge per assegurar-se que el seu fill torna sa i estalvi.
Quan comença la batalla del Aigüesnegres, Cersei es refugia en la Fortalesa Vermella al costat de les altres dames de la cort. Quan sent que els homes de Stannis Baratheon estan a punt de creuar les portes de la capital, ordena que Joffrey sigui portat a la Fortalesa Vermella, això fa que els defensors comencin a desertar a centenars en veure al rei fugint. La batalla resulta reeixida per al Tron de Ferro quan Tywin Lannister i els seus aliats Tyrell derroten a Stannis. Com a resultat d'aquesta aliança, Joffrey és promès amb Margaery Tyrell.

### Tempesta d'espases
Ara que Tywin comença a exercir de Mà del Rei, la capacitat de decisió de Cersei és nul·la i comença a preparar les noces entre Joffrey i Margaery Tyrell. El seu pare també té intenció que Cersei torni a casar-se malgrat la negativa d'aquesta a fer-ho. Tywin suggereix que Cersei es casi amb Oberyn Martell o amb un Greyjoy, però finalment decideix que un matrimoni amb Willas Tyrell seria el millor doncs afermaria l'aliança entre les dues cases. Les noces no es duria a terme per la negativa de Lord Mace Tyrell.
Finalment es produeix les noces, però Joffrey és enverinat durant el banquet nupcial i mor en braços de Cersei, acusant aquesta a Tyrion de la seva mort i ordenant el seu arrest. Cersei organitza una farsa de judici amb falsos testimonis i acusacions mentre Tywin, Oberyn Martell i Mace Tyrell actuen com a jutges. Veient que no té cap possibilitat de sortir absolt, Tyrion escull un judici per combat. Ser Gregor Clegane, campió de Cersei, venç al campió de Tyrion, el mateix príncep Oberyn, i Tyrion és declarat culpable però aconsegueix escapar gràcies a l'ajuda de Jaime. En la seva fugida de Desembarcament del Rei, Tyrion assassina a Tywin.

### Festí de corbs
Amb la mort de Tywin, Cersei passa a ser Senyora de Roca Casterly i cap de la Casa Lannister (a causa que Jaime és membre de la Guàrdia Real i Tyrion és un proscrit) i per fi aconsegueix el poder absolut que havia anhelat des de jove. Cersei modifica el Consell Privat omplint-ho de lleials a la seva causa i després ofereix el lloc de Mà del Rei tant a Jaime com al seu oncle Kevan, però tots dos ho rebutgen. Cersei nomena llavors a Harys Swyft, a qui considera algú manipulable, a més d'un ostatge per mantenir la bona voluntat del seu oncle Kevan. Cersei cau en una paranoia total, creient que tant Tyrion com els Tyrell conspiren per fer-li mal a ella o als seus fills i arrabassar-li el poder, fins i tot ofereix el títol de lord a qualsevol que li porti el cap del seu germà, la qual cosa causa una gran matança de nans en Desembarcament del Rei.
Entre les mesures de Cersei estan la reinstauració de la Fe Militant, l'antic braç armat de la Fe dels Set i que va ser dissolta per Maegor el Cruel, com a manera de solucionar els deutes de la Corona amb la Fe. Cersei també cancel·la el pagament del deute al Banc de Ferro de Braavos el que fa que aquest cancel·li els seus préstecs, sumint en el caos econòmic als Set Regnes. Amb els diners no pagats, Cersei ordena la construcció d'una nova Armada Real, atorgant el títol de Gran Almirall a Aurane Mars, un jove de dubtosa lleialtat però que tenia molta semblança el seu estimat, el príncep Rhaegar Targaryen. Mentre tot això succeeix, es descobreix que Cersei viu turmentada per una predicció que una maegi li va fer quan era nena.
Cersei destitueix a Harys Swyft com a Mà del Rei i nomena a Orton Merryweather, espòs de Taena de Myr, la seva millor amiga. Temorosa del Septó Suprem, Cersei convenç a un dels germans Kettleblack que ho assassini i després que acudeixi al Mur per eliminar el Lord Comandant Jon Neu, a canvi li ofereix un títol de lord i el seu llit.
Gelosa de la influència dels Tyrell, Cersei trama tota una conspiració contra Margaery (la reina que ella creu que la destronarà), primer tractant que un dels Kettleblack la sedueixi per així acusar-la d'adulteri, però aquest és arrestat, i sota tortura, confessa amb qui realment s'ha ficat al llit és amb la reina regent, a més d'això confessa que va assassinar l'anterior Septó Suprem sota ordres seves. Cersei és arrestada per ordre del nou Pardal Suprem sota els càrrecs d'assassinat, adulteri i incest. Des de presó, Cersei envia una petició d'ajuda a Jaime, que es troba assetjant Aguasdolces, però ell ignora la seva trucada d'auxili.

### Dança de dracs
Cersei roman com a presonera de la Fe dels Set i decideix confessar-li al Pardal Suprem que va mantenir relacions sexuals amb els germans Kettleblack i amb el seu primer Lancel, però no que ordenés l'assassinat del rei Robert, ni el del Septó Suprem ni que es fiqués al llit amb el seu germà Jaime, càrrecs que li valdrien l'execució. La Fe ordena que Cersei se sotmeti a un passeig de penitència des del Gran Septe de Baelor fins a la Fortalesa Vermella. Cersei és despullada i tot el pèl del seu cos rapat. Cersei camina suportant els insults i les mirades lascives del poble de Desembarcament del Rei i trenca a plorar just abans d'arribar a la Fortalesa Vermella.
Cersei sopa amb el seu oncle Kevan i aquest nota que la seva actitud ha canviat, la veu més submisa. Ella demana que Taena Merryweather sigui portada a Desembarcament del Rei i Kevan li diu que aviat tindrà un judici per combat, i que Ser Robert Strong, nou membre de la Guàrdia Real, serà el seu campió.

## Adaptació televisiva
L'actriu Lena Headey interpreta al personatge a l'adaptació de la saga literària a la televisió que duu a terme la sèrie de Game of Thrones.